# Max Baltensberger
Max Baltensberger – szwajcarski piłkarz występujący na pozycji obrońcy.

## Kariera klubowa
W trakcie kariery Baltensberger reprezentował barwy zespołu Servette FC.

## Kariera reprezentacyjna
W reprezentacji Szwajcarii wystąpił jeden raz, 15 kwietnia 1928 w przegranym 2:3 towarzyskim pojedynku z Niemcami. W tym samym roku został powołany do drużyny na letnie igrzyska olimpijskie, nie zagrał jednak na nich w żadnym meczu.